# Gegenlicht Super8-Filmverleih
Der Gegenlicht-Super8-Filmverleih wurde im November 1979 bei einem Treffen der Filmwerkschau, einem Zusammenschluss von unabhängigen 8mm-Filmemachern und -filmgruppen in der Bundesrepublik Deutschland (Westdeutschland) und West-Berlin, während einer turnusgemäßen Veranstaltung in Hamburg gegründet. Der gemeinsame Verleih sollte vor allem die Gruppen entlasten, die nach der Produktion ihrer Filme im Rahmen der Neuen Sozialen Bewegungen der 1970er und 1980er Jahre aufgrund der großen Nachfrage mit dem Vertrieb eigener Filme überlastet waren und nicht mehr zur Herstellung neuer Filme kamen. Einem abgesprochenen Turnus gemäß wechselte das Verleih-Büro 1983 von Berlin ins Ruhrgebiet. Da der Super-8-Film Mitte der achtziger Jahre von den einfacher zu handhabenden Videoformaten abgelöst wurde und auch das breite Interesse nachließ, wurde die Verleiharbeit 1985 eingestellt.

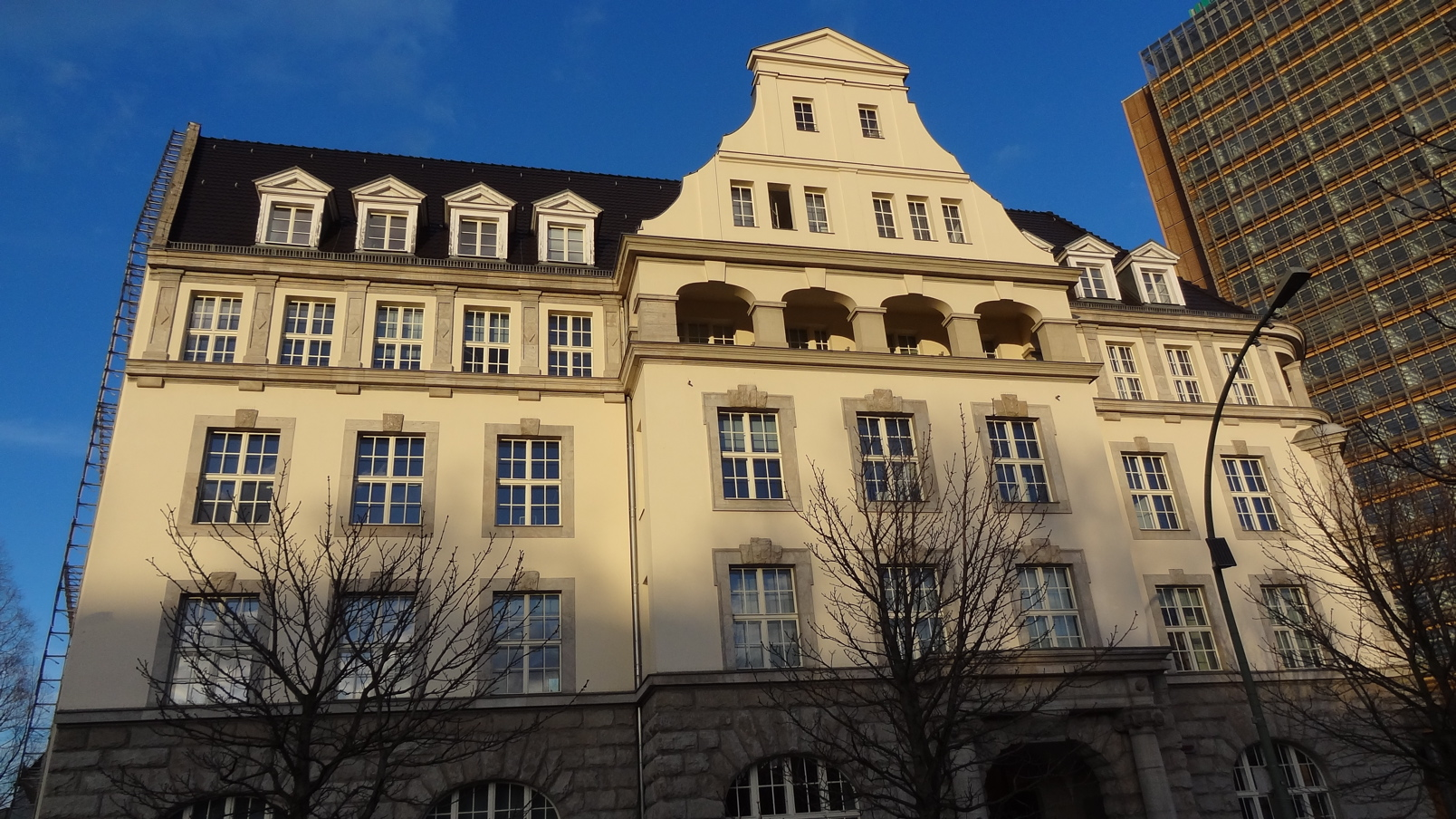
Im späteren GIZ-Haus in Berlin am Reichpietschufer 20 befand sich (im Dachgeschoss links) von 1981 bis 1983 das Büro des Verleihs

## Gründung
Den Auftrag zum Aufbau erhielt am 4. November 1979 die AGF (Arbeitsgemeinschaft Film) in Berlin, die den versammelten Filmemachern die Gewährleistung bot, ein breit angelegtes, alle Kategorien von Super-8-Filmarbeit umfassendes Programm aufzubauen. Der Verleih konnte im Frühjahr 1980 mit einer Katalog-Finanzierung durch die Berliner Organisation Netzwerk Selbsthilfe den Betrieb aufnehmen.

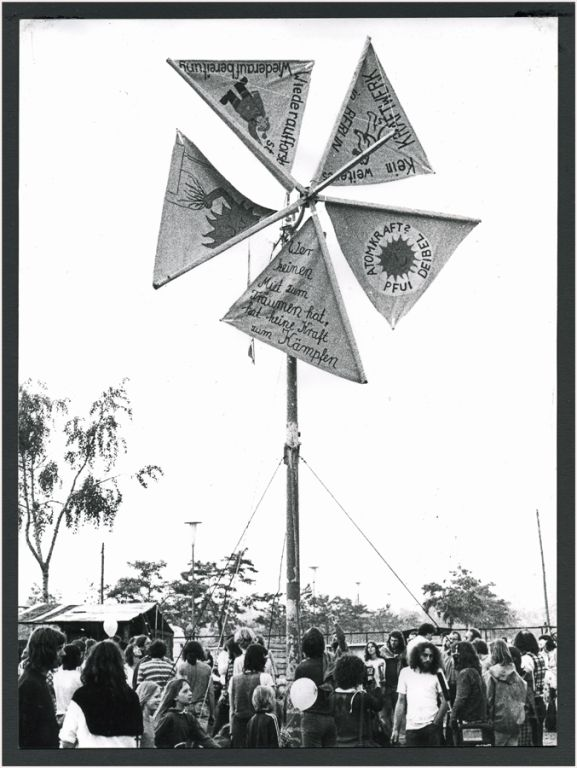
Plakatmotiv zum Film der Medienwerkstatt Berlin 1980

## Unternehmen der Gegenöffentlichkeit
Der Verleih war ein von Filmemachern und Filmgruppen selbst organisierter Vertrieb von unabhängig, d. h., ohne Finanzierung von dritter Seite, gedrehten Filmen. Der Mitgliederstruktur der Filmwerkschau entsprechend verstand sich Gegenlicht nicht nur als ‚Verleih der Bewegungsfilme‘, sondern berücksichtigte in seinem Verleihprogramm die ganze Vielfalt der Arbeit der unabhängigen Super-8-Filmemacher: Künstlerische Filme waren genauso vertreten wie Humoresken, Krimis, Experimentalfilme sowie ein Historienfilm über den Bauernkrieg. „Das Verleihprogramm wurde auf der Filmschau der Autoren [im Mai 1980 in München] erstmals der Öffentlichkeit vorgestellt […] und als wichtiges Medium von Gegenöffentlichkeit und Basisarbeit proklamiert.“
Schwerpunkt waren Filme aus und für die Umweltschutz- und Anti-Atomkraft-Bewegung sowie wenig später zu den Hausbesetzungen und zur Friedensbewegung. Vor allem über das Netz der Stattzeitungen traf Gegenlicht rasch bundesweit auf Resonanz bei den zahlreichen Bürgerinitiativen, die Filme für ihre Veranstaltungen benötigten, bei Jugendzentren und -clubs sowie bei den Kommunalen Kinos und örtlichen Film-Initiativen. Gegenlicht verstand sich als nicht-kommerzielles Unternehmen und kam den Initiativen in der Preisgestaltung und im engen, persönlichen Organisationskontakt entgegen. Die Verleiharbeit nahm einen Umfang an, der in Berlin schließlich vier Personen beschäftigte.

Ausschnitt aus dem Super-8-Film zum Tod Rattays

## Besonderheiten im Programm
Drei der vertriebenen Filme liefen auch auf dem Internationalen Forum des Jungen Filmes der Berlinale: Im Februar 1980 Wer keinen Mut zum Träumen hat, hat keine Kraft zum Kämpfen, ein Film der Medienwerkstatt Berlin über das sechswöchige Umweltfestival am Funkturm im Sommer 1978. Die Veranstaltung am Funkturm war der erste große öffentliche Auftritt der Alternativ- und Ökologiebewegung und ein Publikumserfolg. Die Berliner Hausbesetzer-Filme Stein auf Stein und Samba Samba liefen im Februar 1981 und im Februar 1984 im ‚Internationalen Forum‘.
Im Programm befand sich auch der niederländische Hausbesetzer-Film Vondelstraat.
Im Zusammenhang der groß angelegten Räumung von acht besetzten Häusern am 22. September 1981 in Berlin starb der Hausbesetzer Rattay nach einem Polizeieinsatz unter einem Linienbus. Die von einem Super8-Filmemacher gedrehten Aufnahmen der Umstände des Vorfalls wurden von Gegenlicht für eine Gegendarstellung mit 15 Kopien verwendet, da die Bilder Rekonstruktionen erlaubten, die im Widerspruch zu den am weitesten verbreiteten Pressedarstellungen standen.

Prospekt neuer Programme 1982

Gemäß Konzept und der basisdemokratischen Struktur „von über 20 Filmgruppen und Amateurproduzenten“ verlieh Gegenlicht nicht nur politische Filme, sondern nahm regelmäßig auch künstlerische Produktionen ins Programm. Vor allem reagierte der Verleih auf die Entwicklung der Musikscene, in der die Musiker nicht nur mehr filmische Konzertmitschnitte fertigten, sondern zeitgemäß Videoclips produzierten. So entstand 1982 ein Programmpaket der sogenannten New-Wave-Filme mit dem Titel Traumatische Begegnungen.
Das vorübergehend Zweite Verleihbüro im Ruhrgebiet, das 1983 das Berliner Büro ablöste, brachte Super-8-Filme aus den sozialen Bereichen und der Arbeitswelt neu ins Programm, die in einem Sonderprogramm der Westdeutschen Kurzfilmtage in Oberhausen am 17. April 1983 vorgestellt wurden.

## Auflösung des Verleihs
Mit dem ‚Abflauen‘ der sozialen Bewegungen, das ab 1984 einsetzte – die Hausbesetzer in Berlin hatten zumeist mit Legalisierungs-Verhandlungen begonnen, die Anti-AKW-Bewegung hatte das deutsche Atomprogramm nicht stoppen, aber doch entscheidend ‚abbremsen‘ können – zugleich wurden in Berlin und im Bundesgebiet die Aktivitäten der Initiativen nach den Wahlerfolgen der Grünen vielfach von der parlamentarischen Arbeit übernommen oder weitergeführt – verlor die unabhängige Gegenöffentlichkeit mit ihren eher ‚kämpferisch‘ intonierten Filmen ihre Basis. 
Zudem entstanden Mitte der 1980er-Jahre die auch im Massenmarkt nun attraktiven Videoformate und lösten im Gebrauch den Super-8-Film ab. Der Trägerkreis von Gegenlicht lehnte eine kommerzielle Verwertung seines Filmprogramms ab – Angebote kamen von den neuen TV-Privatsendern durch ihren Bedarf zur Füllung von Sendezeit. Das Gesamtprogramm von Gegenlicht wurde ‚abgewickelt‘ – die Autoren erhielten die Kopien zurück –, die Filme verschwanden fast ausnahmslos in den privaten Archiven.
Seit den 2010er Jahren gibt es eine Tendenz zur Neubearbeitung – ein Überblick der wichtigsten ehemaligen Produktionen und des Verleihprogramms ist im Internet dokumentiert.